# Crantzia
Crantzia es un género con  61 especies de plantas herbáceas perteneciente a la familia Gesneriaceae. Es originario de América.

## Descripción
Son subarbustos de hábitos epífitas  o terrestres o hierbas gruesas con raíces fibrosas. Los tallos son cilíndricos o cuadrangulares, muy ramificados. Las hojas son opuestas, pecioladas, las láminas elípticas a ovadas, con el margen entero o serrado. Las inflorescencias en cimas axilares, con pocas flores, bracteoladas. Flores resupinadas (excepto C. tigrina). Sépalos casi libres, de color verde, ovadas en general, todos  fuertemente serrados, pubescentes o pilosos. Corola  tubular, de color amarillo o rojo. el fruto es una cápsula bivalva carnosa rodeada por el cáliz persistente con numerosas semillas, longitudinalmente estriadas. El número de cromosomas : 2n = 18.

## Distribución y hábitat
Se distribuyen principalmente en el Caribe, una sp. en Venezuela, otra en las Guayanas. Son plantas trepadoras de hábitos epífitas o terrestres ; que crecen en los bosques húmedos y mojados.

## Etimología
El nombre del género fue nombrado en honor Heinrich Johann Nepomuk von Crantz (1722-1797), un médico y botánico reconocido, nació en el Gran Ducado de Luxemburgo  y la práctica la realizó en Viena bajo el reinado de la emperatriz María Teresa. 

## Especies
| - Crantzia ambigua - Crantzia asiatica - Crantzia attenuata - Crantzia australasica - Crantzia australica - Crantzia bilocularis - Crantzia brasiliensis - Crantzia capitata - Crantzia carolinensis - Crantzia chinensis - Crantzia circinnata - Crantzia coccinea - Crantzia congesta - Crantzia coriacea - Crantzia corymbosa - Crantzia costaricensis - Crantzia cristata - Crantzia densiflora - Crantzia dichrus - Crantzia frutescens | - Crantzia hirtella - Crantzia ichthyoderma - Crantzia lanceolata - Crantzia laevigata - Crantzia lindenii - Crantzia lineata - Crantzia macloviana - Crantzia macrophylla - Crantzia micracantha - Crantzia multiflora - Crantzia natalensis - Crantzia nitida - Crantzia nobilis - Crantzia novae - Crantzia ochroleuca - Crantzia ovata - Crantzia paniculata - Crantzia parviflora - Crantzia patrisii - Crantzia pendula - Crantzia pilosa | - Crantzia polyantha - Crantzia pseudocordata - Crantzia schaffneri - Crantzia schaffneriana - Crantzia schlimii - Crantzia schmideliodes - Crantzia semicordata - Crantzia solandri - Crantzia sparsiflora - Crantzia speciosa - Crantzia sprucei - Crantzia strigosa - Crantzia tetragona - Crantzia tigrina - Crantzia varelana - Crantzia villosa - Crantzia vittata - Crantzia weirii - Crantzia willdenowii - Crantzia wrinii |